# Garadadinni, Bilgi
Garadadinni là một làng thuộc tehsil Bilgi, huyện Bagalkot, bang Karnataka, Ấn Độ.